# Sakuntala (Camille Claudel)
Sakuntala (Sakountala o Çakountala), anche nota con i titoli successivi L'abbandono (L'Abandon) e Vertumno e Pomona (Vertumne et Pomone), è una scultura dell'artista francese Camille Claudel, realizzata in varie versioni tra il 1886 e il 1905. Inizialmente, Camille Claudel creò una versione di terracotta, e poi una in gesso intorno al 1886, sulla storia del riconoscimento di Śakuntalā e del suo sposo, ispirandosi a un antico mito indiano.
Quando nel 1905 realizzò il gruppo scolpito nel marmo, Camille Claudel lo rinominò Vertumno e Pomona; è questa versione, la più riuscita e ammirata, che si trova al museo Rodin. Nello stesso anno, per il Salone d'Autunno, il gruppo venne riprodotto in bronzo con il titolo L'abbandono. L'opera è riconosciuta come il primo grande capolavoro di Camille Claudel, che inaugura il proprio stile, sia espansivo che intimo, e che riflette la propria vita.

## Storia

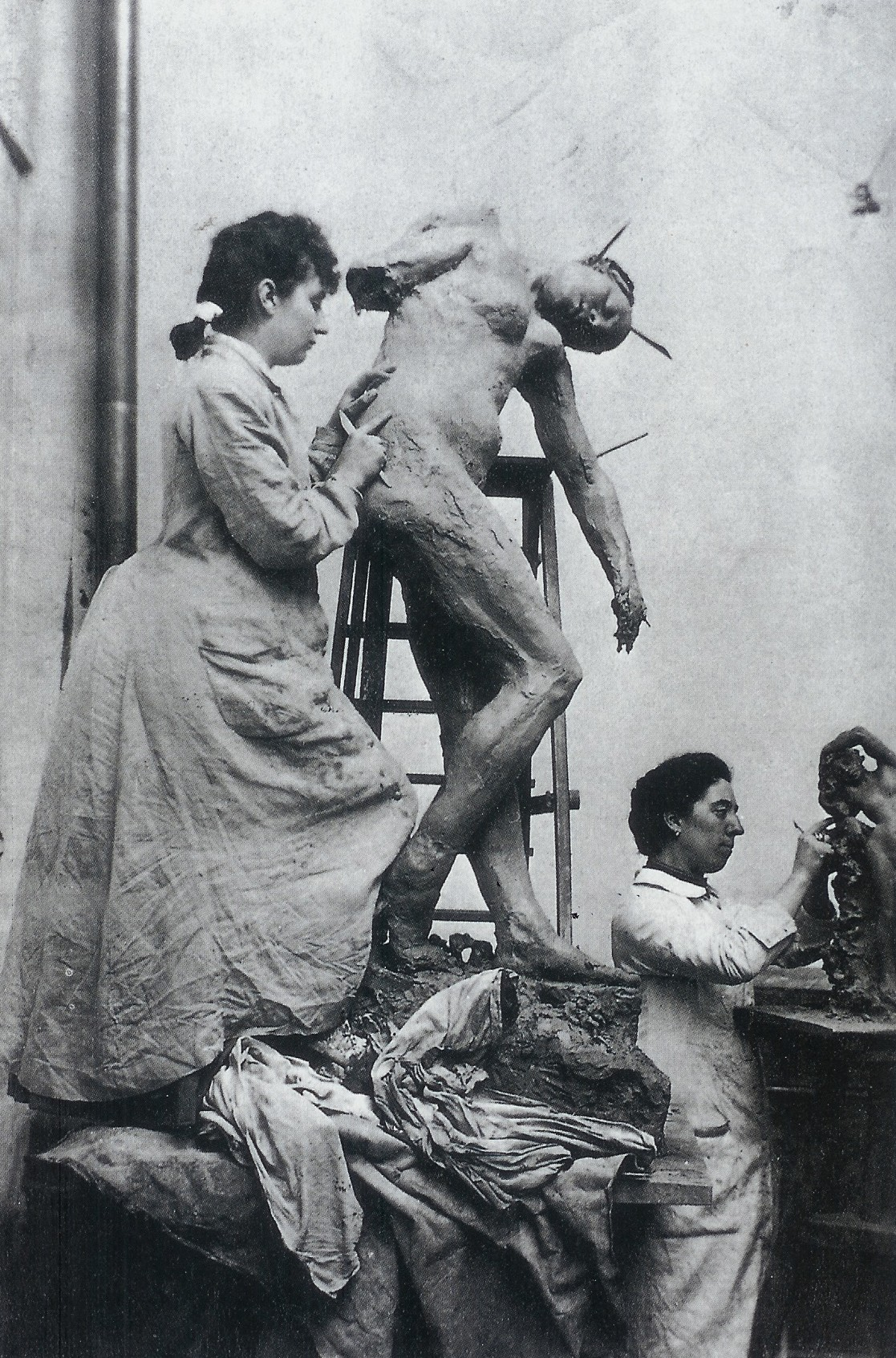
Camille Claudel che lavora alla versione in terracotta dell'opera.

Intorno al 1886, Camille Claudel scolpì in terracotta, a grandezza naturale, i personaggi di Śakuntalā e del re, tratti da un balletto che aveva visto di recente, a sua volta ispirato a un dramma indù del V secolo (che in sanscrito si chiama Abhijñānaśākuntalam). La seconda versione di Sakuntala, in gesso, venne esposta al Salone del 1888 ed ottenne una menzione onorevole. Per il critico e storico dell'arte André Michel, quest'opera evoca:
Quest'opera ebbe un grande successo e inaugurò lo stile proprio di Camille Claudel, che si distingue dal suo maestro per un'espressione plastica particolare, che non abbandonò mai per il resto della sua carriera artistica.
Questo ciclo di opere inaugurato dalla Sakuntala è anche un ciclo autobiografico basato su riferimenti letterari, mitologici o simbolici. In seguito, a partire dalla figura femminile di Śakuntalā, ella avrebbe realizzato la sua Niobide.
Nel 1895, Camille Claudel donò al museo Bertrand di Chateauroux il gruppo in gesso, ma quando l'opera venne esposta scoppiò una polemica nella stampa locale. Abbandonata in un ambiente umido, quest'opera venne ritrovata nel 1975 da Jacques Cassar, che si adoperò affinché fosse salvaguardata. Da allora la statua venne restaurata ed esposta nuovamente nel museo nel 1995.
Dopo la speranza vana di una commissione statale, fu solo nel 1905 che Camille Claudel poté realizzarne una versione in marmo, grazie alla contessa di Maigret. In questa nuova versione, di dimensioni ridotte, i personaggi divenivano le divinità romane Vertumno e Pomona. Nello stesso anno, Camille Claudel realizzò delle versioni in bronzo, fuse da Eugène Blot. Una di queste fu presentata al Salone d'Autunno con il titolo L'abbandono.

## Descrizione

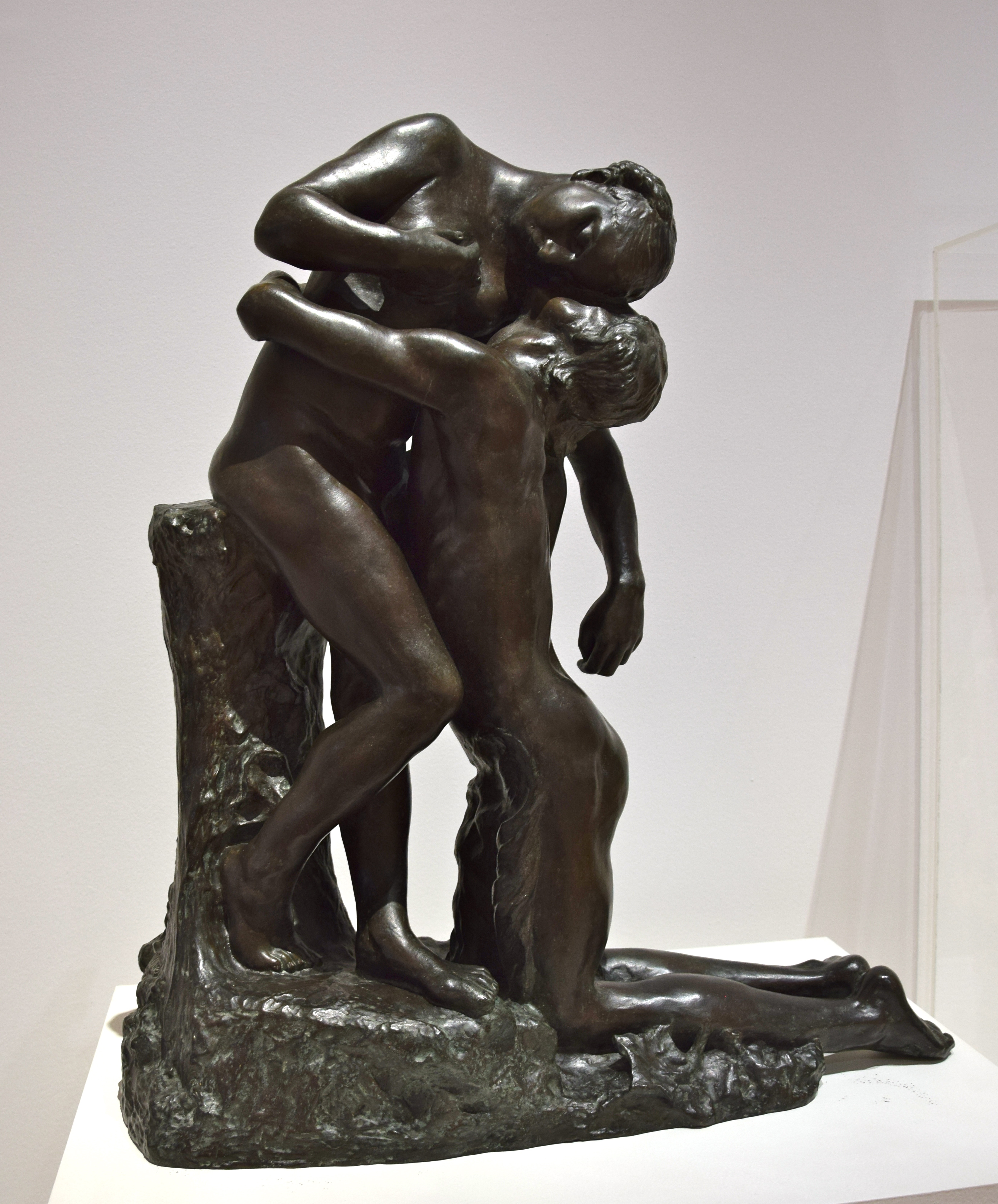
La versione in bronzo del 1905.

Secondo il dramma indiano, il re Duṣyanta e Śakuntalā si innamorano e lui le chiede di sposarla, ma un sortilegio gli fa perdere la memoria e non la riconosce più. Camille Claudel scelse di rappresentare il momento nel quale l'incantesimo cessa, il re riconosce Śakuntalā e i due amanti si ritrovano e si abbracciano.
Il re è rappresentato in ginocchio, mentre alza la testa verso Śakuntalā, con il corpo proteso verso di lei, ad abbracciarla alla vita. Śakuntalā, che sembra svenire per l'emozione, si china, abbandonandosi alla tenerezza e poggia la sua testa su quella del re. Entrambi sono nudi, e fu questo il motivo dello scandalo della versione in gesso a Chateauroux. I due personaggi sono tesi l'uno verso l'altro, in un'emozione intensa e profonda. L'opera venne comparata al Bacio di Auguste Rodin, ma il fratello di Camille riteneva che l'opera della sorella fosse migliore perché la figura maschile si inginocchia di fronte a quella femminile, anziché sedersi accanto a lei.
L'impiego del marmo nella versione del 1905 permise una "realizzazione più completa" e il suo aspetto levigato afferma lo stile claudeliano. La versione di marmo è di dimensioni ridotte rispetto a quella in gesso e quella in terracotta, essendo alto 86 centimetri, largo 80 e ha una profondità di 42 centimetri, con una base di 5 centimetri. L'opera venne firmata e sulla base è presente il numero d'esemplare 1.

## Curiosità
La posa dei due personaggi ha ispirato il dipinto Il bacio del pittore italiano Gaetano Previati. Infatti, Previati potrebbe aver visto il gruppo scultoreo al Salone del 1888 oppure in un'illustrazione da un catalogo della mostra.